# Tor Aulin

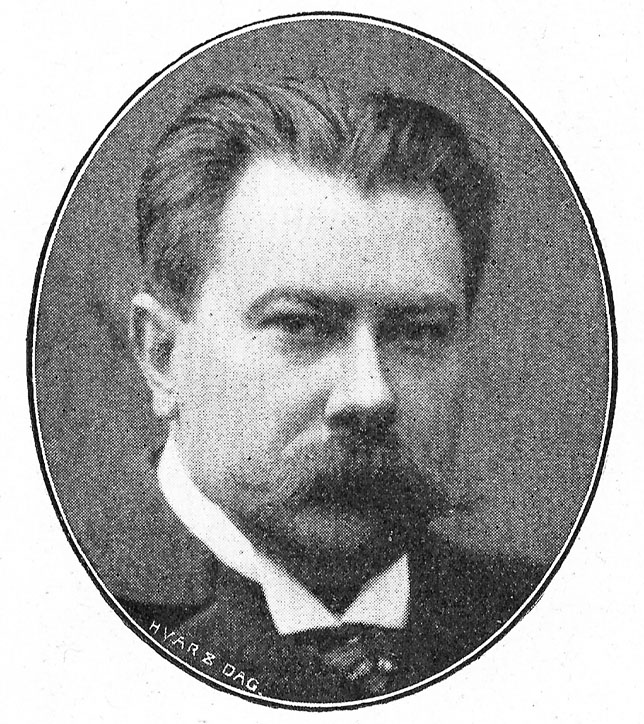
Tor Aulin.

Tor Aulin (Estocolmo, 10 de septiembre de 1866 - Saltsjöbaden, 1 de mayo de 1914) fue un violinista, director de orquesta y compositor sueco. Cursó sus estudios de música en el Real Conservatorio de Estocolmo (1877-1883) y en el Conservatorio de Berlín (1884-1886) junto a Émile Sauret y Philipp Scharwenka. Entre 1889 y 1892, Aulin fue primer violín de la Ópera Real de Suecia en Estocolmo. Durante el curso de su carrera, dirigió a las principales orquestas sinfónicas de Estocolmo y Gotemburgo. En 1887 formó el Quatour Aulin, cuarteto muy reputado hasta su disolución en 1912. 
Aulin compuso un buen número de obras orquestales y de música de cámara, incluidas una sonata para violín, tres concertos para violín, una suite orquestral y variadas piezas para violín. 